# Tau Puppis
Tau Puppis (τ Pup / HD 50310 / HR 2553) es la cuarta estrella más brillante de la constelación de Puppis, la popa del Argo Navis.
De magnitud aparente +2,93, se encuentra a 182 años luz de distancia del sistema solar. Se le conoce con el nombre árabe de Rehla, cuya raíz más original es "Al-Rihla" que en español significa : "El Viaje". 
Tau Puppis es una gigante naranja de tipo espectral K1III con una temperatura superficial aproximada de 4600 K, ya que no hay medidas precisas de su temperatura efectiva.
Incluyendo la radiación infrarroja que emite, su luminosidad es 270 veces mayor que la del Sol.
Tiene un radio 26 veces más grande que el radio solar, equivalente a 0,12 UA.
Con una masa de 3,3 masas solares, actualmente es una estrella estable que fusiona helio en su núcleo interno.
Cuando nació —hace unos 300 millones de años— era una estrella mucho más caliente de tipo B7V.
Tau Puppis posee una compañera estelar detectada mediante espectroscopia.
El período orbital de esta compañera invisible es de 1066 días (2,91 años).
La separación media respecto a la gigante naranja es de 3 UA, si bien la excentricidad de la órbita (ε = 0,09) hace que varíe ligeramente.
Se piensa que la acompañante puede ser una enana roja.